# Skivarps gästgivaregård
Skivarps gästgivaregård är en gästgivaregård i Skivarp i Skurups kommun i Skåne, med tradition sedan
1600-talet. Den ligger vid länsväg 101, strax söder om Skivarps kyrka.
Skivarps gästgivaregård, som till en början låg på motsatta sidan av vägen, härstammar från Skånes danska tid, då det fanns särskilda förordningar om rastplatser. Byns centrum växte så småningom fram kring gästgivaregården. Enligt uppgift har både Karl XII och Carl von Linné stannat på gästgivaregården under sina resor genom trakten.
Samhället blomstrade i början av 1900-talet, då Skivarp var dels station vid järnvägen Trelleborg-Rydsgård, anlagd 1895 och nedlagd 1956, dels slutstation för linjen Charlottenlund-Skivarp, som var i gång från 1901 till 1921. Det fanns både post och bank i gästgivaregården i början av 1900-talet, då bland andra många bönder som levererade sockerbetor till Skivarps sockerbruk ingick i klientelet.
Gästgivaregården var ända in på 1900-talet byggd i ett plan, men har senare byggts till med ytterligare ett våningsplan.